# Усадьба Гусевых

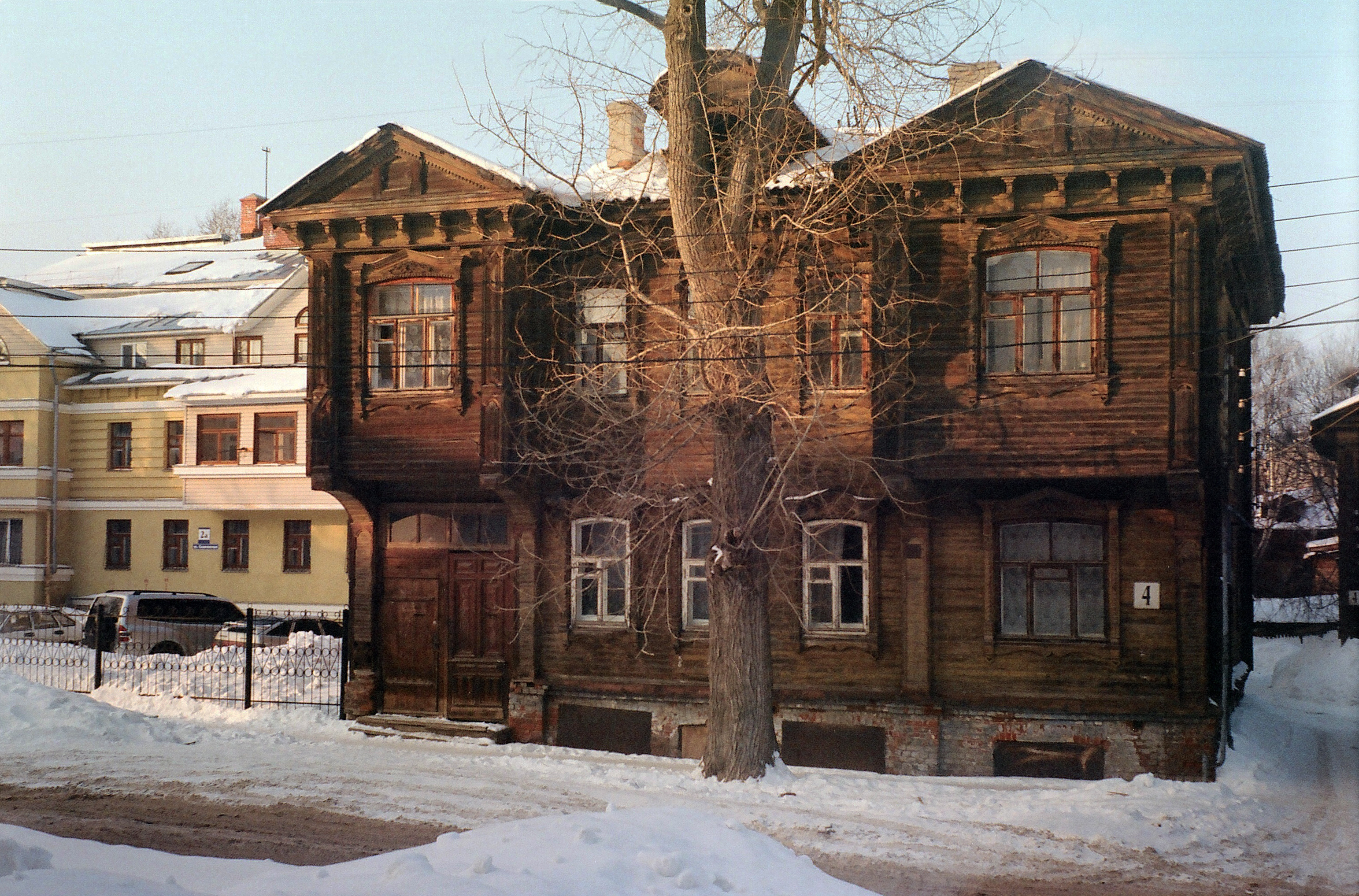
Главный дом усадьбы до расселения и реставрации. Фото 2005 г.

Усадьба Гусевых — памятник архитектуры в историческом центре Нижнего Новгорода. Усадебный комплекс построен в 1888—1907 годах. Авторы проектов — нижегородские архитекторы С. А. Левков и Н. Д. Григорьев.
Усадебный комплекс является неотъемлемым элементом градоформирующего комплекса застройки исторической территории «Старый Нижний Новгород». Вместе с другими жилыми домами улиц Студёной, Славянской, Короленко и Новой он создаёт цельный ансамбль исторической застройки второй половины XIX — начала XX веков, характерной для Нижнего Новгорода. 
В состав комплекса усадьбы входят три здания: главный дом, флигель и надворный флигель. Главный дом и флигель усадьбы поставлены на защиту государства как выявленные объекты культурного наследия. Надворный флигель находится под угрозой сноса.     

## История
Усадьба расположена на южной окраине исторической части Нижнего Новгорода (достопримечательное место Старый Нижний Новгород), застройка территории которой начала формироваться с середины XIX века, по генеральному плану от 1839 года. Ранее, с 1787 по 1824 года, здесь стояли канатные заводы, но позже, согласно указу императора Николая I, территория была прирезана к городу и на ней стал формироваться крупный селитебный район с жилой застройкой. Планировкой территории занимались архитектор И. Е. Ефимов и инженер П. Д. Готман в 1836—1839 годах. В соответствии с планом были проложены улицы Новая, Канатная (Короленко) и Немецкая (с 1914 года — Славянская). 
На протяжении второй половины XIX — начале XX веков на улице Славянской формировался ансамбль городской усадьбы, которая в 1880-х — 1918 году принадлежала отставному фельдфебелю Ивану Егоровичу Гусеву и его жене Анне Даниловне. В середине 1880-х годов усадьба представляла собой развитый жилой комплекс, который занимал прямоугольный участок, вытянутый вглубь квартала (соответствует современному земельному участку по адресам: ул. Славянская, 4, 4а, 4Б). На красную линию улицы выходили главный дом и флигель, а внутри участка были выстроены ещё один флигель и службы. Задняя часть участка была занята садом и огородом. В 1888 году Гусевы выстроили на месте старого флигеля новый. Предположительно автором проекта (современный дом № 4) был архитектор Н. Д. Григорьев. В 1897 году вместо прежнего надворного флигеля был выстроен новый (дом № 4Б) — двухэтажное деревянное здание с кирпичным брандмауэром вдоль границы с соседним участком. 
Главный дом усадьбы строился с 21 сентября 1906, когда было выдано разрешение на строительство. Проект выполнил архитектор С. А. Левков в стиле модерн. Фасад был насыщен причудливыми декоративными формами. К июню 1907 года дом был возведён, но с небольшими изменениями первоначального проекта.

## Архитектура

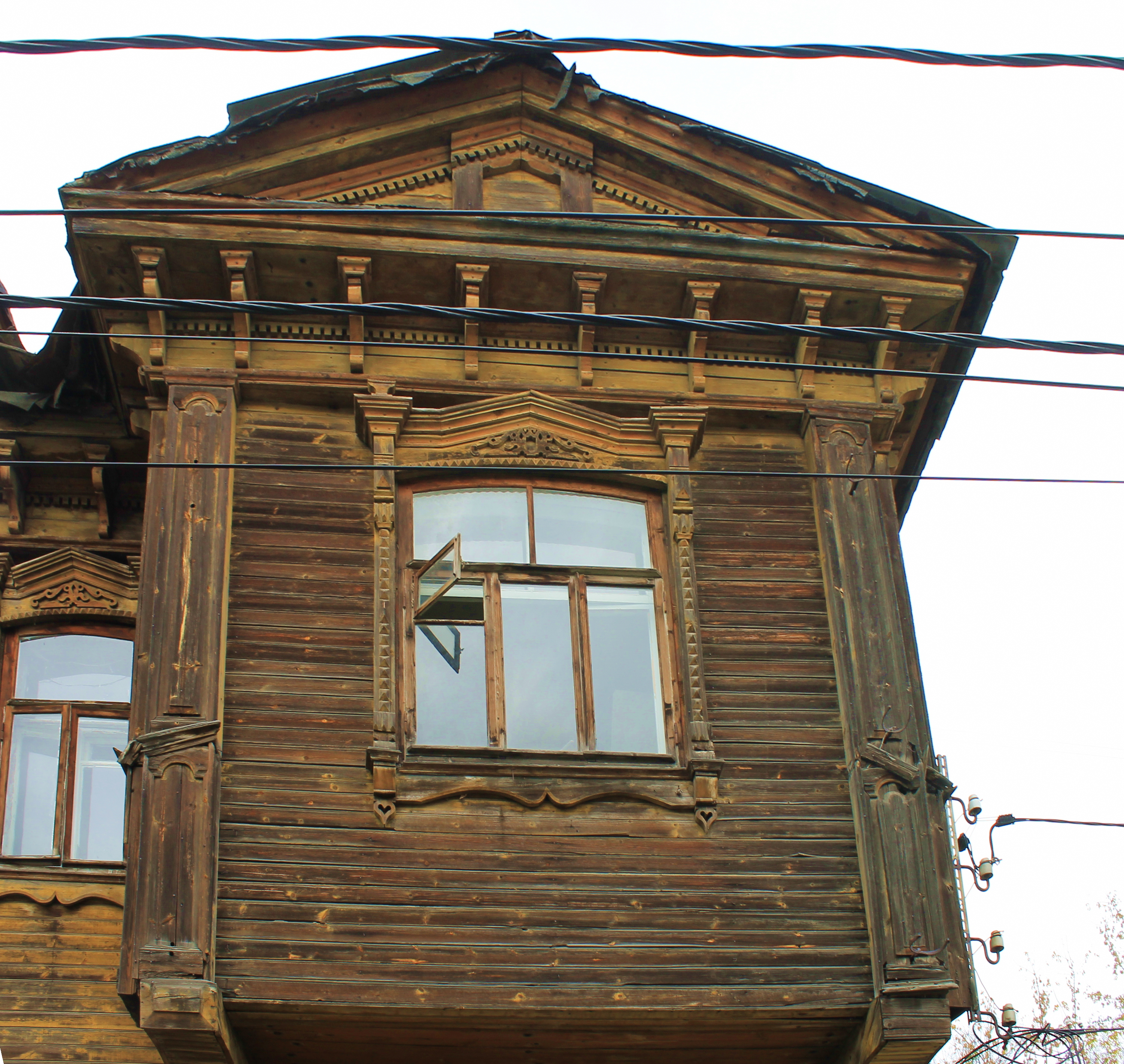
Правый эркер главного дома.

Комплекс усадьбы состоит из трёх сохранившихся зданий: главного дома, флигеля и надворного флигеля. 
- Главный дом

Главный дом усадьбы Гусевых — яркий пример нижегородской деревянной архитектуры периода поздней эклектики. Отличительная черта здания — своеобразная асимметрия композиции главного фасада, заложенная проектом известного нижегородского архитектора С. А. Левкова. Благодаря этому архитектура дома отвечает приёмам и формам эклектики, при этом сохраняя черты модерна. Здание обладает большой степенью сохранности объёмно-пространственной композиции, фасадов и внутренней планировки, являясь примером развития профессиональной нижегородской архитектуры в начале XX века, представляя собой один из типов жилого дома городской усадьбы указанного периода.
Подвал дома сложен из кирпича, два основных этажа — из брёвен, обшитых калёванным тёсом. В плане здание квадратное, завершено вальмовой крышей, усложнено со стороны двора выступом чёрной лестницы и сеней. Обогащено двумя эркерами на флангах главного фасада, правый эркер значительно шире левого. Эркеры завершены треугольными фронтонами, поддерживаются кронштейнами, которые опираются на филенчатые лопатки. Такими же лопатками акцентированы фланги эркеров. 
В средней части главного фасада равномерно по трём осям установлены окна обоих этажей. Эркеры прорезаны каждый широким окном. Оконные проёмы имеют лучковую перемычку, обрамлены одинаковыми наличниками, боковые стойки которых оформлены бриллиантовыми рустами, а верхняя доска украшена накладной орнаментальной резьбой. Завершаются наличники щипцовыми сандриками с боковыми импостами, увенчанными стилизованными вазонами. Снизу наличники дополнены фигурными фартуками. 
- Флигель

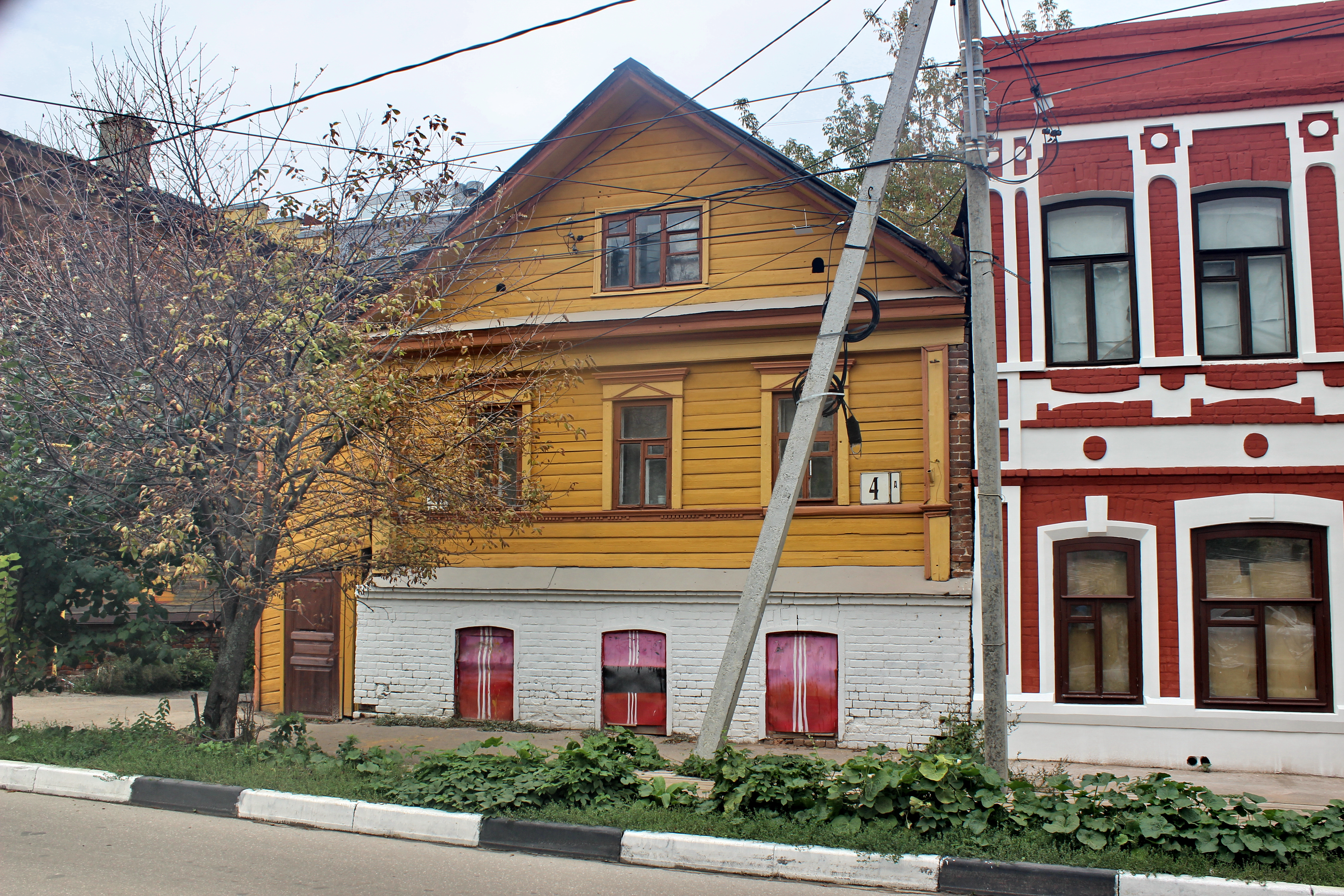
Флигель усадьбы.

Флигель усадьбы Гусевых — яркий пример жилой деревянной архитектуры периода эклектики, сохраняющей традиционные приёмы и формы позднего классицизма. Наружный декор здания отличается сдержанностью и ясностью композиционного построения, с чётко прорисованными формами. Здание практически полностью сохранило первоначальную архитектуру — объёмно-пространственную композицию, фасады и внутреннюю планировку.
В плане флигель почти квадратный, одноэтажный с полуподвалом и мансардой. Полуподвал сложен из кирпича, основной этаж — из брёвен с остатком и обшит калёванным тёсом (позднее частично заменён гладкими досками). Восточная стена выполнена из кирпича и служит брандмауэром. Декор выполнен в формах позднего классицизма: филенчатые лопатки, полочки с сухариками, профилированные наличники окон, треугольные фронтоны.